# Gertrude Baniszewski
Gertrude Nadine Baniszewski (de soltera Van Fossan; Indianápolis, Indiana; 19 de septiembre de 1929 - Laurel, Iowa; 16 de junio de 1990) fue una asesina estadounidense que con ayuda de sus hijos y jóvenes de su vecindario produjeron la tortura prolongada, mutilación y asesinato de Sylvia Likens. El caso fue considerado como "el peor crimen perpetrado contra un solo individuo en la historia de Indiana".

## Primeros años
Baniszewski nació como Gertrude Nadine Van Fossan el 19 de septiembre de 1929 en Indianápolis, Indiana, siendo la tercera de 6 hijos. En 1940 fue testigo de la muerte de su padre de un repentino ataque al corazón. Cinco años más tarde, dejó la escuela a la edad de 16 años, para casarse con John Baniszewski, de ascendencia rusa y 18 años de edad, con quien tuvo seis hijos. Ambos estuvieron juntos durante 10 años hasta que debido al temperamento de John se divorciaron. 
Después de su divorcio, contrajo matrimonio con Edward Guthrie. Este matrimonio duró tan solo tres meses. Poco después volvió a casarse con su primer marido, con el que tuvo dos hijos más, hasta que se divorciaron de nuevo en 1963.
A los 34 años conoció a Dennis Lee Wright, un joven de 23 años con el que comenzó una nueva relación. Él abusaba de Baniszewski y ella tuvo un hijo con él, Dennis; luego de que este nació, Wright abandonó a Gertrude, pero la visitaba constantemente solo para pedirle dinero.

## Sylvia Likens
En junio de 1965, Betty y Lester Likens, dos trabajadores de ferias ambulantes conocieron a Baniszewski en la iglesia, y le propusieron que cuidase de dos de sus hijas, Sylvia Marie Likens de 16 años y Jenny Faye Likens de 15 años, a cambio de unos muy necesitados 20 dólares por semana. Ella aceptó, y al principio todo anduvo bien, las hermanas Likens jugaban e iban a la escuela con los hijos de Baniszewski, y la acompañaban a la iglesia. Baniszewski y las Likens jugaban y se llevaron bastante bien durante la primera semana. Sin embargo, la primera vez que los 20 dólares enviados por los padres de las niñas llegaron con tan solo un día de retraso, Baniszewski "víctima" de depresión y con constantes ataques de ira, obligó a las niñas a que bajaran al sótano y se inclinaran sobre una cama y las azotó. Sylvia rogó a Gertrude que no agrediese a su hermana Jenny (debido a ser la hermana más pequeña y porque padecía poliomielitis), y que le pegase solo a ella. Gertrude aceptó. Ese sería el comienzo de un patrón regular de maltratos a las menores y el posterior crimen.

## Tortura y posterior asesinato de Sylvia
Dos semanas después de haber dejado a las niñas al cuidado de Baniszewski, los Likens volvieron a visitar a sus hijas, sin que hubiera ninguna queja al respecto así que se marcharon conformes, y a partir de ahí Baniszewski, sus hijos, y varios adolescentes del vecindario empezarían la verdadera tortura física y psicológica de Sylvia. Por alguna razón, Gertrude no podía soportar a las chicas, y sobre todo a Sylvia, con quien más se desquitaba.
Un día le pregunta a Sylvia porqué pasaba tanto tiempo en la tienda donde trabajaba, Likens le dijo que solía juntar botellas de soda vacías para ganar un dinero extra. No le creyó y obligó a la joven a que se introdujera una botella de Coca-Cola en su vagina frente a todos sus hijos y Jenny, ésta se rompe, y los vidrios desgarran las paredes vaginales de Sylvia. También después de fumar solía apagar su cigarrillo en el cuerpo de la joven, además de golpearla con una paleta, y cuando se cansaba, le otorgaba la tarea de golpearla varias veces al día a su hija Paula Baniszewski quien tenía 18 años. Incluso en ocasiones obligaba a la hermana de Sylvia, Jenny, a que la golpeara en la cara.
Gertrude a la hora de cenar sólo le daba pequeñas raciones de agua, galletas saladas y algunas sobras. Una vez mandó a su hija Stephanie y su novio Coy Hubbard (un adolescente del vecindario), a arrojarla por las escaleras del sótano; así, Sylvia recibió un fuerte golpe en la cabeza y permaneció inconsciente durante dos días. Coy Hubbard era experto en judo y le encantaba lanzar a la joven por los aires hacia un colchón que se suponía que era donde tendría que aterrizar, pero muchas veces calculaba mal y Sylvia caía al suelo de cemento.

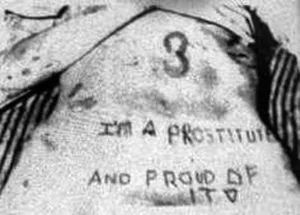
Tortura de Sylvia Marie Likens.

Pocas semanas antes del crimen Baniszewski obligó a Likens a escribir una carta dirigida a sus padres comentando que ella y su hermana lo estaban pasando bien, y luego, con ayuda de sus hijos escribió con una aguja al rojo vivo "I'M A PROSTITUTE AND PROUD OF IT!" ("¡Soy una prostituta y estoy orgullosa de ello!"), en el estómago y abdomen de Likens; y al sentirse incapaz de terminar, Richard Hobbs terminó ese trabajo.
Al día siguiente formuló la manera de deshacerse de Sylvia: le comentó a su hijo John Jr., que podían ir a tirarla a un basurero cuando se encontrase desfalleciendo, para que así muriera. Sylvia oyó la conversación e intentó huir, pero Gertrude la detuvo rápidamente y volvió a tirarla por la escaleras del sótano, encerrándola nuevamente.
En la tarde del martes 26 de octubre de 1965, Gertrude le ordenó a su hija Stephanie y a Richard Hobbs que le tirasen un balde con agua hirviendo a Sylvia mientras dormía para que despertara. Ellos así lo hicieron, pero la chica quedó totalmente inmóvil, dándose cuenta entonces de que ya no respiraba. Stephanie se desesperó e intentó reanimarla, pero para entonces ya era tarde, Likens ya estaba muerta. Las causas de la muerte fueron hemorragia cerebral, shock, e inanición.
Richard Hobbs fue quien llamó a la policía esperando que ellos la reanimaran. Los oficiales se percataron de las heridas de la chica y de su grado de desnutrición, le preguntaron a los jóvenes que fue lo que había pasado, pero ninguno respondió. Baniszewski trató de explicarles que unos vándalos le hicieron eso y sus hijos la habían traído a casa. Entonces Jenny Likens estalló en llantos y le dijo a los oficiales "Sáquenme de aquí y les diré todo". Gertrude, sus hijos, y varios jóvenes del vecindario fueron arrestados por la policía.

## Juicio y condena
Gertrude Baniszewski, sus hijos, Hobbs, y Hubbard, tuvieron libertad bajo fianza en espera del juicio.
- Gertrude Baniszewski fue hallada culpable de asesinato en primer grado y sentenciada a cadena perpetua.[8] Se le recluyó en la Prisión de Mujeres de Indiana. Obtuvo su libertad condicional por buen comportamiento el 4 de diciembre de 1985, tras estar 20 años en prisión.[9][10] Ella se cambió el nombre por el de Nadine van Fossan y se mudó a Iowa, donde murió de cáncer de pulmón el 16 de junio de 1990, pocos años después de aceptar finalmente su culpabilidad.[11]

- Paula Baniszewski fue hallada culpable de asesinato en segundo grado y sentenciada a cadena perpetua. Obtuvo su libertad condicional el 23 de febrero de 1973, después de permanecer 7 años en prisión. Tuvo una hija en ese mismo año y la llamó Gertrude.

- Coy Hubbard fue hallado culpable por homicidio impremeditado y sentenciado a 21 años de prisión. Se convirtió en un delincuente y volvió a la cárcel con frecuencia.

- Richard Hobbs murió de cáncer de pulmón a la edad de 21 años, 4 años después de salir del reformatorio.

- John Baniszewski Jr. pese a tener 13 años de edad, fue sentenciado a cumplir 21 años de cárcel; fue el preso más joven del reformatorio de la historia de ese estado. Tras cumplir su condena, se convirtió en pastor laico, para contar su historia. Tras una larga enfermedad, falleció en mayo de 2005. Tenía 52 años.

- Stephanie Baniszewski fue hallada culpable por cómplice y fue sentenciada a cumplir 12 meses en prisión. Ella junto con Coy Hubbard arrojaron a Sylvia por las escaleras del sótano, lo que le produjo una hemorragia cerebral.

## Películas
- La película An American Crime estrenada en 2007 está basada en el caso. El personaje de Gertrude Baniszewski es reencarnado por la actriz Catherine Keener, mientras que el personaje de Sylvia Likens es protagonizado por Elliot Page. A pesar de que supuestamente está basada en los hechos reales, algunas partes de la película no encajan con lo que sucedió realmente.

- La película The Girl Next Door también estrenada en 2007 la cual lleva el mismo nombre que el libro de Jack Ketchum basado en caso el cual salió a la venta en 1989, es protagonizada por Blanche Baker interpretando a Gertrude Baniszewski y Blythe Auffarth interpretando a Sylvia Likens. La película se basa libremente en los hechos de como sucedieron realmente y los nombres de Baniszewski y Likens son cambiados por los de Ruth Chandler y Meg Loughlin respectivamente.